# Gyöngyöshalász megállóhely
Gyöngyöshalász megállóhely egy Heves vármegyei vasúti megállóhely Gyöngyöshalász településen, a MÁV üzemeltetésében. A belterület keleti szélén helyezkedik el, közúti elérését a 3203-as útból kiágazó 32 101-es számú mellékút (lényegében a község főutcája; települési nevén Fő út, majd Kolozsvári út) biztosítja. Korábban elérhető volt Gyöngyös déli ipari övezete felől is, a 3210-es útból kiágazó 32 115-ös számú mellékúton, de utóbbi állapota mára annyira leromlott, hogy egy szakaszát le is zárták a forgalom elől. 2022. december 11-tól Gyöngyöshalász megállóhelyen a járatok feltételesen állnak meg.

## Vasútvonalak
A megállóhelyet az alábbi vasútvonalak érintik:
- Vámosgyörk–Gyöngyös-vasútvonal

## Kapcsolódó állomások
A megállóhelyhez az alábbi állomások vannak a legközelebb:
- Vámosgyörk vasútállomás (Vámosgyörk–Gyöngyös-vasútvonal)
- Kitérőgyár megállóhely (Vámosgyörk–Gyöngyös-vasútvonal)

## Forgalom
| Járat            | Útvonal | Gyakoriság           |
| ---------------- | --- | -------------------- |
| Mátra InterRégió | Budapest-Keleti – Gödöllő – Máriabesnyő – Bag – Aszód – Tura – Hatvan – Vámosgyörk – Gyöngyöshalász – Kitérőgyár – Gyöngyös                                                                                               | Óránként             |
| személyvonat     | Gyöngyös → Gyöngyöshalász → Vámosgyörk → Hatvan → Tura → Aszód → Bag → Máriabesnyő → Gödöllő → Isaszeg → Pécel → Rákoscsaba → Rákoscsaba-Újtelep → Rákosliget → Akadémiaújtelep → Rákos → Kőbánya felső → Budapest-Keleti | Napi 1 Budapest felé |
| személyvonat     | Hatvan → Vámosgyörk → Gyöngyöshalász → Kitérőgyár → Gyöngyös | Napi 1 Gyöngyös felé |